# Spaldington
Spaldington – wieś w Anglii, w hrabstwie East Riding of Yorkshire. Leży 35 km na zachód od miasta Hull i 259 km na północ od Londynu. W 2001 miejscowość liczyła 171 mieszkańców.